# Кипротич, Абрахам
Абрахам Кипротич — французский легкоатлет кенийского происхождения, который специализируется в беге на длинные дистанции. Выступал на Олимпиаде 2012 года в марафоне, но не смог закончить дистанцию. 30 декабря 2013 года стало известно, что допинг проба взятая после победы на Стамбульском марафоне оказалось положительной, в ней нашли EPO. В результате этого он был дисквалифицирован на 2 года.
Французское гражданство получил в 2011 году.
Младший брат Пола Кипкоэча.

## Достижения
- 2012:  Дюссельдорфский марафон — 2:08.35
- 2013:  Марафон Тэгу — 2:08.33
- 2013:  Стамбульский марафон — 2:12.28